# Rebirth (album de Lil Wayne)
Pour les articles homonymes, voir Rebirth (homonymie).
Albums de Lil Wayne
Tha Carter III
(2008) I Am Not a Human Being
(2010)
Singles
1. Prom Queen
Sortie : 27 janvier 2009
2. On Fire
Sortie : 3 décembre 2009
3. Drop the World
Sortie : 9 février 2010

Rebirth est le septième album studio de Lil Wayne, sorti le 2 février 2010.
C'est un album très dirigé vers le rock, après la série des trois Carter, plutôt rap. Originellement prévue pour 2008, la sortie de cet album a été repoussée à plusieurs reprises, jusqu'au 2 février 2010.
Cet opus a eu beaucoup de succès aux États-Unis : il s'est classé 1er au Top R&B/Hip-Hop Albums, au Top Digital Albums et au Top Rap Albums et 2e au Billboard 200. Il a été certifié disque d'or par la Recording Industry Association of America (RIAA) le 5 mars 2010.
Les critiques américains n'ont pas du tout aimé Rebirth, c'est d'ailleurs l'album de Weezy que les critiques ont le moins aimé. Ils dénoncent notamment l'usage abusif du logiciel Auto-Tune.

## Liste des titres
| 1.    | American Star (featuring Shanell)     | Dwayne Carter, Jr., Johnny Mollings, Lenny Mollings, Shanell Woodgett       | DJ Nasty & LVM                           | 3:37 |
| 2.    | Prom Queen (featuring Shanell)        | Carter, Jr., Marco Rodríguez-Díaz, Woodgett                                 | DJ Infamous, Drew Correa                 | 3:37 |
| 3.    | Ground Zero                           | Carter, Jr., Rodríguez-Díaz, Nicholas Warwar                                | StreetRunner, DJ Infamous                | 3:57 |
| 4.    | Da Da Da                              | Carter, Jr., Andre Lyon, Marcello Valenzano, Eddie Montilla                 | Cool & Dre                               | 3:40 |
| 5.    | Paradice                              | Carter, Jr., Lyon, Valenzano, Montilla                                      | Kevin Rudolf, Cool & Dre                 | 3:57 |
| 6.    | Get a Life                            | Carter, Jr., Lyon, Valenzano                                                | Cool & Dre                               | 3:12 |
| 7.    | On Fire                               | Carter, Jr., Lyon, Valenzano, Montilla, Peter J. Bellotte                   | Cool & Dre                               | 4:08 |
| 8.    | Drop the World (featuring Eminem)     | Carter, Jr., Marshall Mathers, Jesse Woodard, Mike Strange, Chauncey Hollis | Hit-Boy, Chase N. Cashe                  | 3:49 |
| 9.    | Runnin' (featuring Shanell)           | Carter, Jr., Erik Crowe, Kevin Ortíz, Woodgett                              | J.U.S.T.I.C.E. League                    | 4:31 |
| 10.   | One Way Trip (featuring Kevin Rudolf) | Carter, Jr., Kevin Rudolf, Rodríguez-Díaz                                   | Travis Barker, Kevin Rudolf, DJ Infamous | 4:38 |
| 11.   | Knockout (featuring Nicki Minaj)      | Carter, Jr., Crowe, Ortíz, Onika Maraj                                      | J.U.S.T.I.C.E. League                    | 4:09 |
| 12.   | The Price Is Wrong                    | Carter, Jr., Rodríguez-Díaz                                                 | DJ Infamous                              | 3:28 |
| 46:43 |                                       |                                                                             |                                          |      |

| 13. | I'll Die for You                    | Cool & Dre  | 5:07 |
| 14. | I'm So Over You (featuring Shanell) | DJ Infamous | 2:58 |